# Wirtschaft Spaniens
Die Wirtschaft Spaniens zählt, gemessen am nominalen Bruttoinlandsprodukt, zu den 15 größten Volkswirtschaften der Welt. Wichtigste Wirtschaftszweige sind der Tourismus, die Kommunikations- und Informationstechnik, die metallverarbeitende Industrie, der Maschinenbau, die Landwirtschaft und die Petrochemie. Die wichtigsten Export- und Importpartner sind Frankreich und Deutschland.
Im Global Competitiveness Index, der die Wettbewerbsfähigkeit eines Landes misst, belegt Spanien 2019 Platz 23 von 141 Ländern. Im Index für wirtschaftliche Freiheit belegt Spanien 2017 Platz 69 von 180 Ländern.

## Wirtschaftsstruktur

### Tourismus
Der Tourismus ist ein wichtiger Wirtschaftsfaktor für Spanien. Nach Angaben der Welttourismusorganisation der Vereinten Nationen (UNO) reisten im Jahr 2017 fast 81 Millionen Touristen nach Spanien. Durchschnittlich gaben diese ca. 850 EUR aus und ließen somit rund 68 Milliarden Euro im Land.

### Landwirtschaft
Spanien hat die größte Rebanbaufläche der Welt, wobei etwa gleich viel Rot- und Weißwein produziert wird.
Heute noch ist es einer der größten landwirtschaftlichen Produzenten in Westeuropa. Elf Prozent der Arbeitskräfte sind in der Landwirtschaft tätig. Die wichtigsten landwirtschaftlichen Produkte sind Weizen, Gerste, Zuckerrüben, Mais, Kartoffeln, Roggen, Hafer, Reis, Trauben, Tomaten und Zwiebeln. Spanien verfügt über ausgedehnte Weinanbaugebiete sowie über Zitrus- und Olivenhaine.

### Finanzwirtschaft

#### Börse
Das Land führt mehrere Wertpapierbörsen und Handelsplätze, die seit 2002 in einer Holdinggesellschaft – der Bolsas y Mercados Españoles – gebündelt werden. Im Einzelnen sind das:
- Madrider Börse
- Bolsa de Barcelona
- Bolsa de Valencia
- Bolsa de Bilbao

Der Leitindex der Volkswirtschaft ist folglich der IBEX 35.

#### Staatsfonds
Die Regierung Spaniens verfügt über eine Entwicklungsbank, die ähnlich einem Staatsfonds fungiert. Die Cofides gehört auch dem IFSWF an.

## Spanische Unternehmen
Die typischen Branchen mit großen spanischen Unternehmen waren 2011 Banken, mit den führenden Banken Banco Santander, das zweitgrößte Finanzinstitut Europas, und Banco Bilbao Vizcaya Argentaria, mit Schwerpunkt in Spanien, Portugal und Mittel- und Südamerika. Eine weitere typische Branche ist die Bauindustrie mit Grupo ACS und Ferrovial an der Spitze. Große Einzelunternehmen sind der Telekommunikationskonzern Telefónica, die Versorger Iberdrola und Gas Natural, das Versicherungsunternehmen Mapfre, das Infrastrukturunternehmen Abertis und das Textilunternehmen Inditex.
Im vergangenen Jahrzehnt (2010–2020) haben spanische Unternehmen am meisten in Großbritannien (49.381 Millionen Euro) und in den Vereinigten Staaten (39.390 Millionen Euro) investiert, Deutschland liegt mit 12.690 Millionen Euro an dritter Stelle. Seit Beginn dieses Jahres (2022) nehmen Investitionen in Deutschland zu, das nunmehr vor Großbritannien liegt. Laut Institut de Commerc exterior ICEX gibt es 194 spanische Unternehmen, die in Deutschland tätig sind. Darunter sind die multinationalen Unternehmen Telefonica, Banco Santander, BBVA und Acciona. Aber auch im Hotel- und Gaststättenbereich (Abba, Barcelo, Hotusa, Melia, NH), in der Textil- und Modeinstustrie (Inditex, Mango), bei Getränken (Schaumwein: Freixenet Codorniu), in der Lebensmittelindustrie (Argal, Campofrio), der pharmazeutischen Industrie (Grifols), der Rüstungsindustrie (Indra), bei Versicherungen (Mapfre) und Sicherheitsunternehmen (Prosegur), in der Bauindustrie (ACS ist Eigner von Hochtief), gibt es Unternehmen, die sich auf Infrastrukturprojekte spezialisiert haben (Sener, Cobra). Daneben gibt es noch eine Kooperation der CAF (die Talgos produziert) mit der Deutschen Bahn sowie Stahlwerke (Acerinox ist seit zwei Jahren Eigner von VDM), Haushaltstechnik und Elektrogeräte (Fagor, seit 2017 in Hipoldtstein).

## Wirtschaftskennzahlen
Verschiedene makroökonomische Indikatoren der spanischen Wirtschaft von 1980 bis 2021. Alle BIP-Werte sind in Euro angegeben.
| Jahr | BIP (in Mrd. Euro) | BIP pro Kopf (in Euro) | BIP Wachstum (real) | Inflationsrate (in Prozent) | Arbeitslosenquote (in Prozent) | Staatsverschuldung (in % des BIP) |
| ---- | ------------------ | ---------------------- | ------------------- | --------------------------- | ------------------------------ | --------------------------------- |
| 1980 | ▲99,2              | ▲2.634                 | ▲1,2 %              | ▲15,6 %                     | 11,0 %                         | 16,6 %                            |
| 1981 | ▲113,1             | ▲2.974                 | ▼−0,4 %             | ▲14,5 %                     | ▲13,8 %                        | ▲20,0 %                           |
| 1982 | ▲129,9             | ▲3.399                 | ▲1,2 %              | ▲14,4 %                     | ▲15,8 %                        | ▲25,1 %                           |
| 1983 | ▲148,3             | ▲3.861                 | ▲1,7 %              | ▲12,2 %                     | ▲17,2 %                        | ▲30,4 %                           |
| 1984 | ▲166,1             | ▲4.310                 | ▲1,7 %              | ▲11,3 %                     | ▲19,9 %                        | ▲37,1 %                           |
| 1985 | ▲185,2             | ▲4.787                 | ▲2,4 %              | ▲8,8 %                      | ▲21,3 %                        | ▲42,1 %                           |
| 1986 | ▲211,2             | ▲5.443                 | ▲3,4 %              | ▲8,8 %                      | ▼20,9 %                        | ▲43,3 %                           |
| 1987 | ▲235,7             | ▲6.061                 | ▲5,7 %              | ▲5,2 %                      | ▼20,2 %                        | ▼43,1 %                           |
| 1988 | ▲261,5             | ▲6.709                 | ▲5,3 %              | ▲4,8 %                      | ▼19,2 %                        | ▼39,6 %                           |
| 1989 | ▲293,2             | ▲7.510                 | ▲5,0 %              | ▲6,8 %                      | ▼17,2 %                        | ▲41,0 %                           |
| 1990 | ▲326,9             | ▲8.358                 | ▲3,8 %              | ▲6,7 %                      | ▼16,2 %                        | ▲42,5 %                           |
| 1991 | ▲358,8             | ▲9.149                 | ▲2,5 %              | ▲5,9 %                      | ▲16,3 %                        | ▲43,1 %                           |
| 1992 | ▲386,4             | ▲9.819                 | ▲0,9 %              | ▲7,1 %                      | ▲18,4 %                        | ▲45,4 %                           |
| 1993 | ▲402,7             | ▲10.202                | ▼−1,3 %             | ▲4,6 %                      | ▲22,6 %                        | ▲56,2 %                           |
| 1994 | ▲426,9             | ▲10.787                | ▲2,3 %              | ▲4,7 %                      | ▲24,1 %                        | ▲58,7 %                           |
| 1995 | ▲459,7             | ▲11.587                | ▲4,1 %              | ▲4,7 %                      | ▼22,9 %                        | ▲63,4 %                           |
| 1996 | ▲487,1             | ▲12.249                | ▲2,4 %              | ▲3,6 %                      | ▼22,1 %                        | ▲67,5 %                           |
| 1997 | ▲518,0             | ▲12.992                | ▲3,9 %              | ▲1,9 %                      | ▼20,6 %                        | ▼66,2 %                           |
| 1998 | ▲554,5             | ▲13.861                | ▲4,5 %              | ▲1,8 %                      | ▼18,6 %                        | ▼64,2 %                           |
| 1999 | ▲596,1             | ▲14.823                | ▲4,7 %              | ▲2,2 %                      | ▼15,6 %                        | ▼62,5 %                           |
| 2000 | ▲647,9             | ▲15.975                | ▲5,1 %              | ▲3,5 %                      | ▼13,9 %                        | ▼57,8 %                           |
| 2001 | ▲701,0             | ▲17.196                | ▲3,9 %              | ▲3,6 %                      | ▼10,5 %                        | ▼54,1 %                           |
| 2002 | ▲749,6             | ▲18.095                | ▲2,7 %              | ▲3,1 %                      | ▲11,5 %                        | ▼51,3 %                           |
| 2003 | ▲802,3             | ▲19.013                | ▲3,0 %              | ▲3,0 %                      | ▬11,5 %                        | ▼47,7 %                           |
| 2004 | ▲859,4             | ▲20.053                | ▲3,1 %              | ▲3,0 %                      | ▼11,0 %                        | ▼45,4 %                           |
| 2005 | ▲927,4             | ▲21.239                | ▲3,7 %              | ▲3,4 %                      | ▼9,2 %                         | ▼42,4 %                           |
| 2006 | ▲1.003,8           | ▲22.629                | ▲4,1 %              | ▲3,5 %                      | ▼8,5 %                         | ▼39,1 %                           |
| 2007 | ▲1.075,5           | ▲23.776                | ▲3,6 %              | ▲2,8 %                      | ▼8,2 %                         | ▼35,8 %                           |
| 2008 | ▲1.109,5           | ▲24.129                | ▲0,9 %              | ▲4,1 %                      | ▲11,2 %                        | ▲39,7 %                           |
| 2009 | ▼1.069,3           | ▼23.062                | ▼−3,8 %             | ▼−0,3 %                     | ▲17,9 %                        | ▲53,3 %                           |
| 2010 | ▲1.072,7           | ▼23.038                | ▲0,2 %              | ▲1,8 %                      | ▲19,9 %                        | ▲60,5 %                           |
| 2011 | ▼1.063,8           | ▼22.761                | ▼−0,8 %             | ▲3,2 %                      | ▲21,4 %                        | ▲69,9 %                           |
| 2012 | ▼1.031,1           | ▼22.048                | ▼−3,0 %             | ▲2,4 %                      | ▲24,8 %                        | ▲90,0 %                           |
| 2013 | ▼1.020,3           | ▼21.899                | ▼−1,4 %             | ▲1,4 %                      | ▲26,1 %                        | ▲100,5 %                          |
| 2014 | ▲1.032,2           | ▲22.218                | ▲1,4 %              | ▼−0,2 %                     | ▼24,4 %                        | ▲105,1 %                          |
| 2015 | ▲1.077,6           | ▲23.219                | ▲3,8 %              | ▼−0,5 %                     | ▼22,1 %                        | ▼103,3 %                          |
| 2016 | ▲1.113,8           | ▲23.979                | ▲3,0 %              | ▼−0,2 %                     | ▼19,6 %                        | ▼102,8 %                          |
| 2017 | ▲1.161,9           | ▲24.969                | ▲3,0 %              | ▲2,0 %                      | ▼17,2 %                        | ▼101,9 %                          |
| 2018 | ▲1.203,3           | ▲25.750                | ▲2,3 %              | ▲1,7 %                      | ▼15,3 %                        | ▼100,5 %                          |
| 2019 | ▲1.244,4           | ▲26.417                | ▲2,1 %              | ▲0,7 %                      | ▼14,1 %                        | ▼98,3 %                           |
| 2020 | ▼1.121,9           | ▼23.692                | ▼−10,8 %            | ▼−0,3 %                     | ▲15,5 %                        | ▲120,0 %                          |
| 2021 | ▲1.205,1           | ▲25.424                | ▲5,1 %              | ▲3,1 %                      | ▼14,8 %                        | ▼118,6 %                          |

## Wirtschaftsgeschichte

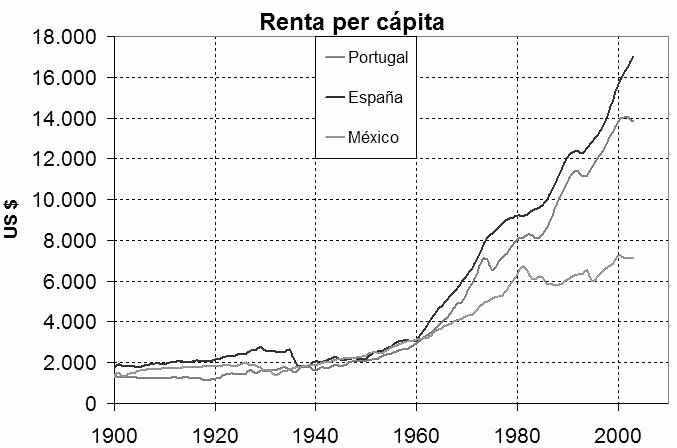
Bruttosozialprodukt pro Kopf, 1900 bis 2003

### Zweite Spanische Republik und Bürgerkrieg
Von 1931 bis 1939 war etwas weniger als die Hälfte der Bevölkerung im Agrarsektor beschäftigt. Nur in Katalonien (Textilindustrie und Metallverarbeitende Industrie), im Baskenland (Montanindustrie und Schiffbau) und in den Bergbaugemeinden (z. B. Minas de Riotinto (Kupfer), Almadén (Quecksilber)) hatte sich Industrie entwickelt. So war das 1902 aus einer Fusion von drei Unternehmen entstandene Unternehmen der Eisen- und Stahlindustrie Altos Hornos de Vizcaya (AHV) zum Zeitpunkt seiner Gründung das größte Unternehmen Spaniens. Es befand sich in unmittelbarer Nähe der dortigen Eisenerz-Vorkommen und des Hafens von Bilbao. In Barcelona, damals bereits eine Millionenstadt, fand 1929/30 die Weltausstellung statt, die Exposició Internacional de Barcelona.
Die spanische Wirtschaft war von der Weltwirtschaftskrise von 1929 nicht unmittelbar betroffen, doch war die Lage durch Arbeitslosigkeit (etwa 10 %) und viele Streiks gekennzeichnet. Im ländlichen Südspanien war die Lage für die Landarbeiter gar hoffnungslos. 1934 brachen in vielen spanischen Regionen Streiks aus, z. B. der Asturische Bergarbeiterstreik. Die Streiks waren auch eine Reaktion auf den Wahlsieg rechter Parteien, nachdem 1931 noch eine Koalition aus linken und republikanischen Parteien gewann. Bei der Niederschlagung durch Truppen aus Spanisch-Marokko verloren bis zu zweitausend Streikende ihr Leben. Im Frühjahr 1936 gewann das von linken und liberalen Politikern getragenes Wahlbündnis Frente Popular, doch im Sommer 1936 brach der Bürgerkrieg aus.
Während des Bürgerkrieges hatte die anarchosyndikalistische Gewerkschaft CNT faktisch die Kontrolle in Katalonien, mit dem industriellen Zentrum Barcelona, und in großen Teilen von Aragonien. Dazu gehörten die von Arbeitern selbst verwalteten Betriebe der Rüstungsproduktion, fast die gesamte katalanische Agrarproduktion, das öffentliche Verkehrssystem und weite Teile des Dienstleistungssektors.

### Franquismus
In der Zeit der Diktatur von Francisco Franco (1939–1975) (s. a.: Franquismus) war die spanische Wirtschaftspolitik bis in die frühen 1950er Jahre bestrebt, sich unabhängig von Importen und Exporten zu machen. Die Gründe für diese Politik waren das Bestreben, Francos Spanien aus dem Zweiten Weltkrieg herauszuhalten, und in der Nachkriegszeit waren es die schlechten politischen Beziehungen zu den Siegermächten. Es gab gleichfalls innerspanische Gründe, wie die politische Stabilisierung der Diktatur. In den 1950er Jahren, spätestens 1959, setzte sich eine neue Wirtschaftspolitik durch. Angelehnt an das französische Vorbild, offener gegenüber ausländischen Investitionen und dem Handel mit wichtigen Wirtschaftspartnern, begann eine wirtschaftlich erfolgreiche Zeit für Spanien in der das Land seinen wirtschaftlichen Rückstand gegenüber dem Rest Europas aufzuholen begann.

#### Autarkiebestrebungen
Ein wichtiges industriepolitisches Instrument war das 1941 gegründete Instituto Nacional de Industria (INI). Mit dieser staatlichen Holding forcierte die Regierung die Industrialisierung Spaniens, indem sie Tochterunternehmen im Bergbau, in der Energie- und Gasversorgung, in der Erdölwirtschaft, in der Metallerzeugung, im Fahr- und Flugzeugbau, im Schiffbau, im Düngemittelsektor und in weiteren Branchen gründete. Weitere Instrumente waren hohe Schutzzölle und verordnete Höchstpreise. Mit dem 1939 gegründeten Instituto Nacional de Colonización entstand eine Institution, die Land aufkaufte, um dort neue landwirtschaftliche Siedlungen anzulegen. Auch wurde die republikanische Bodenreform rückabgewickelt. Bei dieser sollten die großen südspanischen Latifundien enteignet, einige der ehemaligen Besitzer entschädigt und das Land durch das 1932 gegründete Instituto de Reforma Agraria verwaltet und an die bäuerliche Bevölkerung verteilt werden.
In der Finanzbranche begann am 17. Mai 1940 eine Wirtschaftspolitik des status quo. Gemeint war damit, dass die Finanzbranche stark reguliert wurde, beispielsweise wurde die Gründung neuer Banken erschwert und der Zugang ausländischer Banken verhindert.
Nach dem Ende des Spanischen Bürgerkrieges standen die Privatbahnen vor einer finanziellen Misere. Die Franco-Regierung nationalisierte deshalb zum 24. Januar 1941 die meisten Bahnstrecken und fasste sie im Eisenbahnunternehmen Red Nacional de los Ferrocarriles Españoles (RENFE) zusammen.
1940 wurden Arbeiter in einer Art Einheitsgewerkschaft, der Organización Sindical Española (OSE), zusammengefasst, deren Vorsitzender Ministerrang hatte. Diese Organisation war wiederum nach Produktionszweigen unterteilt, den Sindicatos verticales.
Es gab Strafbataillone mit Arbeitssoldaten (Batallones Disciplinarios de Soldados Trabajadores), die fast 100.000 Personen umfassten und beispielsweise Staudämme und Schnellstraßen bauen mussten. Herausragende Bauten waren der Guadalquivir-Bewässerungskanal (Canal de Riego del Bajo Guadalquivir) und das größte Gefängnis Europas, das Carabanchel-Gefängnis. (S. a.: Francos Konzentrationslager).
Der Wechselkurs der Peseta zum US-Dollar wurde durch das Instituto Español de Moneda Extranjera (IEME) (1939–1973) offiziell mit 10,95 Pesetas pro US-Dollar zwischen 1939 und 1947 festgelegt. 1948 wurden multiple Wechselkurse eingeführt. Es gab für Importprodukte neun Wechselkurse und für Exportprodukte fünfzehn Wechselkurse. Das IEME stand unter Kontrolle des Handelsministeriums, während das Finanzministerium, durch die Bank von Spanien (Notenbank Spaniens), die Geldpolitik in Spanien steuerte.

#### Öffnung des Landes
Spanien gelang es erstmals im September 1953 mit einem US-amerikanisch-spanischen Verteidigungsabkommen, dem Pakt von Madrid, die bis dahin bestehende internationale Isolation zu durchbrechen. Die wichtigste damals entstandene Militärbasis ist die Marinebasis Rota. Die Aufnahme in die UN erfolgte im Dezember 1955. Die damit verbundene US-amerikanische Wirtschaftshilfe hatte einen Wert von 170 Millionen US-Dollar (Stand Ende Oktober 1955), doch die erhoffte Zunahme der privaten Investitionen aus dem Ausland in die spanische Wirtschaft erfüllte sich nicht.
1953 bestanden die spanischen Exportprodukte zu über der Hälfte aus landwirtschaftlichen Erzeugnissen, zwischen einem Fünftel und einem Viertel aus Rohstoffen wie Pyrit, Eisenerz, Wolfram und Quecksilber und aus Fertigwaren, bestehend hauptsächlich aus Baumwolle. Das wichtigste Importprodukt war in diesen Jahren Rohbaumwolle und bei schlechter Ernte Weizen. 1956 erreichten die Importe aus den USA einen Wert von 250 Millionen US-Dollar, 65 % des Wertes über dem von 1955, wobei 175 Millionen US-Dollar landwirtschaftliche Produkte waren. Die spanische Industrieproduktion bestand zu dieser Zeit im Verhältnis zur internationalen Konkurrenz aus wenig wettbewerbsfähigen, kleinen Unternehmen.
1951 erfolgte eine Abwertung und ab 1951 durften Exporteure einen Teil der verdienten Devisen an der Börse in Madrid zu höheren Kursen frei verkaufen. Zwischen 1953 und 1958 betrug die Wachstumsrate der spanischen Wirtschaft um die 5 %. Erkauft wurde das durch eine massive Abwertung der Pesete, hohe Inflation und einen rapide wachsenden Schwarzmarkt. 1957 erfolgte eine Vereinheitlichung der verschiedenen Wechselkurse auf 42 Pesetas pro US-Dollar. 1959 wurde der Wechselkurs auf den internationalen Wechselkurs von 60 Pesetas pro US-Dollar festgesetzt, wodurch Spanien ein Teil des Bretton-Woods-Systems wurde.
Spanien trat im Juli 1959 dem Europäischen Währungsabkommen und der OECD (damals noch OEEC) bei. Gemeinsam mit der OECD, der Weltbank und dem IWF wurde der 1959 beschlossene sogenannte Plan de Estabilización („Stabilisierungsplan“) (eigentlich „Plan de Estabilización y Liberalización“) ausgearbeitet, der eine wirtschaftliche Öffnung des Landes und staatliche Entwicklungspläne nach französischem Vorbild vorsah. In Frankreich setzte das Commissariat général du Plan, dessen ersten Leiter Jean Monnet (1946–52) war, wirtschaftliche Anreize, um so bestimmte volkswirtschaftliche Ziele zu erreichen und eine gemeinsame Investitions- und Produktionsplanung von Staat und Privatwirtschaft zu erhalten. Es wurden in Spanien insgesamt drei Entwicklungspläne aufgestellt: Der erste Plan 1964–1967, der zweite Plan 1968–1971 und der dritte Plan 1972–1975. Im ersten Plan wurden beispielsweise sieben zu fördernde Städte benannt, im zweiten Plan kamen weitere Städte hinzu. Ins Zentrum der Wirtschaftspolitik rückte nun das Industrieministerium und das neu geschaffene „Kommissariat für Entwicklungspläne“ (spanisch Comisaría del Plan de Desarrollo; siehe auch: Dependenztheorie und Strukturalismus), während das INI zum Auffangbecken kriselnder Unternehmen wurde. Kommissar für den Entwicklungsplan, Laureano López Rodó, und seine neu geschaffene Behörde, das „Büro für Wirtschaftskoordination und -programmierung“ (OCYPE). Das Industrieministerium stand unter der Leitung des in Nachfolge von Joaquín Planell ernannten Minister Gregorio López Bravo.
Mit der Durchführung der Wirtschaftsreformen waren Kreditzusagen in Höhe von mehreren hundert Millionen US-Dollar verbunden (75 Mio. US-Dollar der IWF, 100 Mio. US-Dollar die OEEC, 130 Mio. US-Dollar die USA, 45 Mio. US-Dollar verschiedene europäische Länder und 68 Mio. US-Dollar privater US-Banken).
Die wirtschaftlichen Folgen der Reformen waren ein Wirtschaftseinbruch 1959/60 und ein Anstieg der Arbeitslosigkeit um über 10 %. Doch ab 1961 wuchs die Wirtschaft bis zum Ende des Jahrzehnts um etwa 10 % pro Jahr.

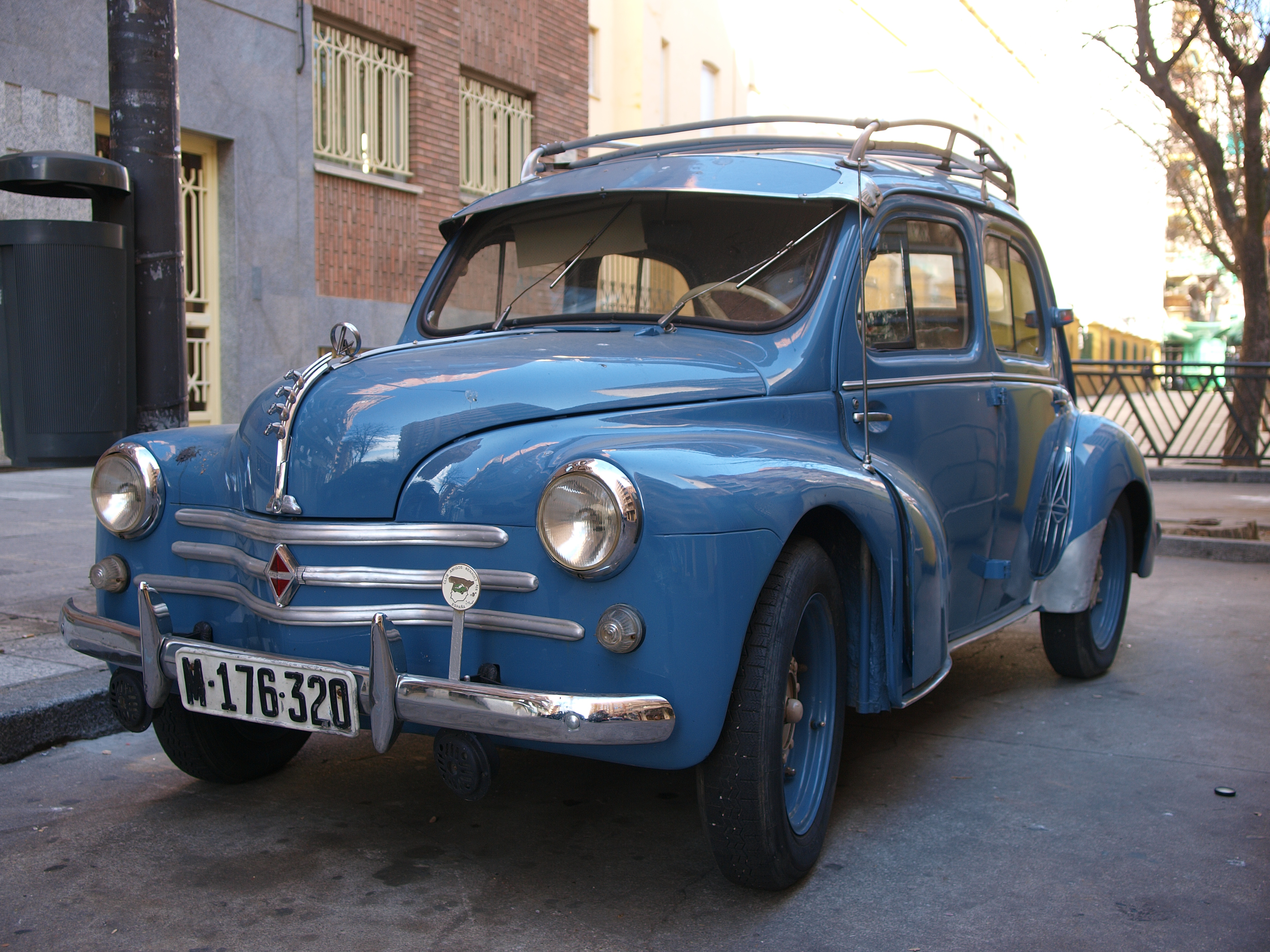
FASA-Renault 4CV (1957)

Spanien begann in den 1950er Jahren vom steigenden Fremdenverkehr zu profitieren, so wurde 1955 etwa 150 Millionen US-Dollar erlöst. Der französische Club Méditerranée eröffnete das erste Clubdorf in den 1950er Jahren auf der Insel Mallorca. Überhaupt kamen die meisten Touristen in Spanien aus Frankreich. In den 1960er bis in die frühen 1970er Jahre wuchsen Importe und Exporte, doch insgesamt entstand ein immer stärkeres Handelsdefizit. Diese Zeit wurde „el milagro español“ („Spanisches Wunder“) bezeichnet. Die wichtigsten Wachstumskräfte waren staatliche Investitionen in die Infrastruktur und der Massentourismus. Dies führte wiederum zu einem Wandel der Wirtschaftsstruktur – die Landbevölkerung wanderte in die großen Städte. Zwischen 1951 und 1981 wanderten 5 Millionen Spanier aus den ärmeren, ländlichen Gegenden Spaniens weg. Sie gingen in die Wirtschaftszentren Spaniens und nach Frankreich und Deutschland. Die bevorzugten spanischen Ziele waren Madrid, Katalonien und Valencia (s. a.: Liste der Städte in Spanien).
1950 war auch das Jahr, in dem der Automobilhersteller Seat gegründet wurde. Wichtigster Kapitalgeber mit 51 % war die staatliche INI, zu 42 % spanische Banken und zu 7 % der italienische Automobilkonzern Fiat. Bis 1979 baute Seat ausschließlich in Lizenz Fahrzeuge von Fiat und so war ein Bestseller dieser Jahre der Kleinwagen Seat 600 (1957–1973). Ab den 80er Jahren wurden die Beziehungen zum Volkswagen-Konzern enger und 1986 übernahm VW die Anteile an Seat von der INI. 1952 entstand mit Moto Vespa S.A. eine spanische Produktion – mit Unterstützung der INI – des italienischen Motorrollers Vespa. Renault España begann 1953 mit einer lokalen Produktion (Fabricación de Automóviles) des Renault 4CV und Citroën España S.A. 1958 mit dem Bau des Citroën 2CV.
Freie Gewerkschaften waren illegal aktiv. Beispielsweise gab es ab den späten 1950er Jahren die damals kommunistische Comisiones Obreras (CCOO). Ältere Gewerkschaften waren größtenteils ins Ausland abgedrängt, wie beispielsweise die bereits 1888 entstandene sozialistische Unión General de Trabajadores, die 1910 gegründete anarchosyndikalistische Confederación Nacional del Trabajo und die 1911 entstandene baskische ELA-STV. Mit dem Ley de Convenios Colectivos von 1958 wurden erstmals Tarifverträge zwischen Unternehmen und Beschäftigten möglich. 1962 gab es erstmals Tarifverträge für mehr als 2 Millionen Menschen. Die meisten Streiks in den Jahren 1963 bis 74 waren in der Stahl- und Metallverarbeitenden Industrie (44,5 %), Bergbau (1,1 %) und Bau (9,6 %).
1967 entstand die staatliche Bergbauholding HUNOSA (Hulleras del Norte S. A.), deren größter Aktionär (76,92 %) die staatliche INI war. Einige Jahre später übernahm die INI zu 100 % die defizitäre Holding. Die Kohleminen lagen im Nordwesten Spaniens, in Asturien. Während HUNOSA im Januar 1981 noch etwa 22.000 Mitarbeiter hatte, waren es Ende 2004 nur noch etwa 4000 Mitarbeiter.

### Transition
Die größte wirtschaftliche Herausforderung war die durch die Ölkrisen der siebziger Jahre (1973 und 1979) ausgelöste Wirtschaftskrise. Das hohe Wirtschaftswachstum Spaniens von durchschnittlich 7 % pro Jahr von 1960 bis 1974 endete. Noch im Sommer 1973 wuchs das Bruttosozialprodukt mit 8 % und die Arbeitslosigkeit lag bei 2 %. Die mit etwa 10 % besonders stark expandierende Industrieproduktion litt besonders, im Besonderen die energie- und kapitalintensiven Branchen der Stahl-, der Automobil- und vor allem der Schiffbauindustrie. Neben dem Anstieg der Energiepreise und dem Aufkommen der asiatischen Konkurrenten gab es innerspanische Gründe für die Krise, wie beispielsweise zu hohe Lohnkosten und fehlende politische Reformen.
Nach Francos Tod 1975 gründete sich 1976 die Spanische Sozialistische Arbeiterpartei (PSOE) und die Alianza Popular, die 1989 in die Volkspartei (Partido Popular, kurz PP) umbenannt wurde. 1977 folgten dann die Union des Demokratischen Zentrums (UCD) und die Kommunistische Partei Spaniens (PCE).
Der Minister für Gewerkschaftsbeziehungen Enrique de la Mata Gorostizaga erließ im April 1977 das Gesetz zur Vereinigungsfreiheit für Arbeitgeber und Arbeitnehmer, aufgrund dessen die Gewerkschaften sich legal gründen konnten.
Die Spanische Parlamentswahl vom 15. Juni 1977 führte dazu, dass der im Juli 1976 von König Juan Carlos I. mit der Bildung einer Übergangsregierung beauftragte Adolfo Suárez (1976–1981) zum Ministerpräsidenten gewählt wurde. Ihm folgte Leopoldo Calvo-Sotelo (1981–1982) im Amt. Beide führten Spanien in der Übergangszeit von der Diktatur zur Demokratie.
Im Juli und August 1977 stieg die Inflation auf 42 %, der Lohnanstieg in der Industrie betrug 30 % und die Arbeitslosigkeit stieg auf 6 %. Am 11. Juli 1977 erfolgte eine Abwertung der Peseta um 20 %. Finanzminister war Francisco Fernández Ordóñez (4. Juli 1977 bis 6. April 1979). Es gelang ihm, die niedrigen Steuereinnahmen signifikant zu erhöhen.
Mit dem Pakt von Moncloa schloss die Regierung von Adolfo Suárez im Oktober 1977 mit der politischen Opposition eine Vereinbarung um den wirtschaftlichen Folgen der ersten Ölkrise von 1973 entgegenzuwirken. Die Vertragsparteien vereinbarten darin auch die wirtschaftspolitischen Grundlagen auf den der neue demokratische Staat aufgebaut sein soll und die dann in der spanischen Verfassung vom Dezember 1978 realisiert wurden.
Zwar fiel 1978 die Inflation auf 16,5 %, aber der zweite Ölpreisschock zerstörte die weitergehende Gesundung der Wirtschaft und so stieg die Arbeitslosigkeit weiter bis Anfang der 1980er Jahre auf über 22 %.
Von 1975 bis 1983 erlebte Spanien eine Bankenkrise. In den letzten Jahren waren viele Banken neu gegründet worden. Diese neuen, meist kleinen Banken gerieten alle in wirtschaftliche Schwierigkeiten und keine dieser Banken überlebte als selbstständige Bank. Die Holding Rumasa, Eigentümer mehrerer kleiner Banken, wurde 1983 verstaatlicht. 1977 wurde der „Fondo de Garantía de Depósitos“ gegründet, mit dem Spareinlagen bis zu einem Betrag von 15.000 Euro garantiert wurden.
Ministerpräsident Adolfo Suárez führte 1980 neue Arbeitsgesetze (Estatuto de los Trabajadores) ein, die zwischen der Regierung und den Gewerkschaften Unión General de Trabajadores und CCOO vereinbart wurden. Danach können in Unternehmen mit mindestens 50 Beschäftigten Betriebskomitees (spanisch: comité de empresa) gegründet werden, bei kleineren Unternehmen werden Personaldelegierte (spanisch: delegados de personal) gewählt. Die Zusammensetzung der Betriebskomitees wird durch Wahlen bestimmt.

### Aufbruch in die Demokratie
Die Regierung González (1982 bis 1997, PSOE) restrukturierte die staatlichen Unternehmen im Besitz des Instituto Nacional de Industria. Die Wirtschaftlichkeit der Unternehmen erhielt eine höhere Priorität und die meist mittelgroßen Unternehmen wurden zu sogenannten „nationalen Champions“ zusammengeführt, die auch international wettbewerbsfähig waren, und teilweise privatisiert. Dazu gehörte das Energieunternehmen Endesa, der Stahlkonzern Aceralia, der Aluminiumkonzern Inespal (1984), der Erdölkonzern Repsol (1986), der Automobilhersteller Seat (1986 teilprivatisiert und 1990 ganz), der Nutzfahrzeughersteller Pegaso (1990 privatisiert), das Kreditinstitut Argentaria (1991), der Elektronikkonzern Indra Sistemas (1993) und der Gaskonzern Enagás (1994 teilprivatisiert). Das INI wurde 1995 in die Sociedad Estatal de Participaciones Industriales (SEPI) überführt.

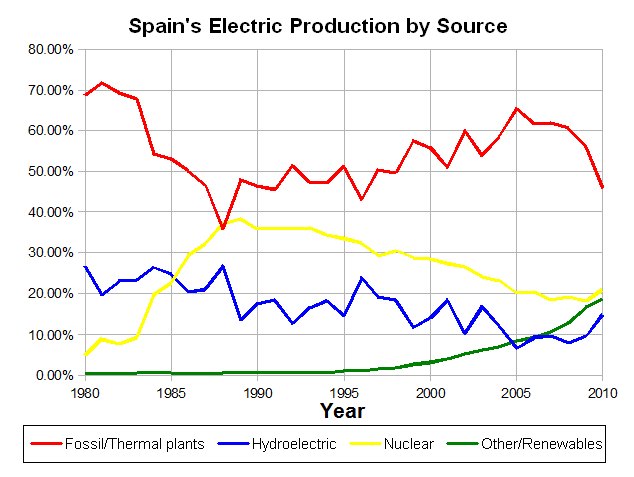
Elektrizität (Spanien) nach Quelle

Ab Mitte der 1980er Jahre begann man in Spanien nach Ersatz für das teure Erdöl zu suchen. Es gab viele Pläne Erdgas-Pipelines nach Algerien zu bauen, aber sie zerschlugen sich. Tatsächlich ging die erste Pipeline erst 1996 in Betrieb. Enagás, bereits 1975 gegründet, baute stattdessen Flüssigerdgas-Terminals zum Import kleiner Mengen Erdgas und einige kleine eigene Gasfelder konnten erschlossen werden. Die staatlichen spanischen Erdöl- und Erdgasaktivitäten wurden 1981 zusammen geführt. Daraus entstand 1986 das Tochterunternehmen Repsol YPF und 1991 Gas Natural. In den 1980er Jahren gingen in Spanien mehrere Atomkraftwerke ans Netz (Liste der kerntechnischen Anlagen in Spanien), die Ende der 1980er Jahre fast 40 % der spanischen Stromproduktion lieferten.
Mit dem Gesetz von 1985 zur Gewerkschaftsfreiheit (Ley Orgánica de Libertad Sindical) wurde es möglich, dass jede Gewerkschaft eine betriebliche Gewerkschaftssektion (spanisch: sección sindical deempresa) innerhalb eines Unternehmens bilden kann.
Spanien trat der Europäischen Wirtschaftsgemeinschaft am 1. Januar 1986 bei, aber dem Wechselkursmechanismus, dem Europäischen Währungssystem, erst Mitte 1989 mit einer auf + 6 % erweiterten Schwankungsbreite. 1999 bzw. 2002 übernahm Spanien den Euro als neue Währung. Spanien ist ein vorrangig gefördertes Land der Regionalpolitik der Europäischen Union.
1986 war auch das Jahr, in dem das Wirtschaftswachstum von den in den Jahren zuvor erreichten 1 % bis 2 %, auf 3,3 % stieg. 1987 erreichte das Wachstum sogar 5,5 %.
Ministerpräsident José María Aznar (1996 bis 2004) führte das System der Zeitverträge ein. In der Folge stieg die Anzahl der Beschäftigten mit verschiedenen Arten von Zeitverträgen von 1985 bis 1989 von 2,5 Mio. auf 5,1 Mio. an. 1993 waren etwa 95 % aller neuen Arbeitsverträge Zeitverträge und insgesamt machten diese Zeitverträge etwa 30 % aller existierenden Arbeitsverträge aus. Die nächste Reform erfolgte 1994, als die Arbeitslosenquote 24,2 % erreichte. Das Ergebnis war, dass 1997 die Zahl der Zeitverträge sich gegenüber 1994 verdoppelte und insgesamt nun etwa 37 % aller Arbeitsverträge ausmachte.
Aznar verfolgte auch die Wirtschaftspolitik der Privatisierung weiter, wobei er die Unternehmen vollständig privatisierte, beispielsweise Repsol, Endesa, Telefónica und der Tabakkonzerns Tabacalera.
Zeitgleich mit Einführung des Euro begann in Spanien der Anstieg der Hauspreise. 2002 übertraf der jährliche Anstieg der Hauspreise die 10-Prozent-Marke, um zwischen 2003 und 2005 den Gipfel mit einem jährlichen Preisanstieg von fast 20 % zu erreichen. 2003 erfolgte auch eine Liberalisierung der gesetzlichen Bestimmungen über bebaubares Land. Die Finanzierung dieser Investitionen wurde erleichtert, weil die Kreditzinsen auf Tiefstständen lagen. In der gleichen Zeitperiode stieg der Bevölkerungszuwachs Spaniens von anfangs 0,5 % pro Jahr auf über 1,5 % pro Jahr. Die Zahl der Haushalte vergrößerte sich noch stärker, nämlich um 2 % pro Jahr bis 3,5 % pro Jahr. Von 1998 bis 2008 stieg die arbeitsfähige Bevölkerung um insgesamt 17 % durch Zuwanderer und war für 37 % aller Neubauten verantwortlich.

### Ende des Wirtschaftsbooms, Krise und Reformen
Mit der 2007 einsetzenden internationalen Finanzkrise endete das etwa 15 Jahre anhaltende überdurchschnittliche Wirtschaftswachstum und Spanien trat im zweiten Quartal 2008 in die Rezession ein. Das Kabinett Zapatero I (2004–2008) und Zapatero II (2008–2011) schien die Krise 2010/11 überwunden zu haben, doch zeigte sich, dass die internationale Finanzkrise die aufgestauten landesinternen Fehlentwicklungen, wie etwa im Bau- und Bankensektor, so verschärft hatten, dass diese das Land in die nächste Wirtschaftskrise (Eurokrise) stürzten. Die Arbeitslosigkeit, die 2007 nur etwa 8 % betrug, stieg auf über 20 % im Jahr 2011 an. Auch die zuvor moderate Staatsverschuldung von etwa 40 % (2008) erhöhte sich stark und die jährlichen Neuverschuldungen des Staates wurden zum Problem. 2011 wurde Mariano Rajoy zum Ministerpräsidenten gewählt. Das Kabinett Rajoy vereinbarte im Juni/Juli 2012 zur Stützung einiger spanischer Banken bis zu 100 Mrd. Euro Kredit beim EFSF aufzunehmen, wovon 41,5 Milliarden in Anspruch genommen wurden.
Die international tätigen spanischen Unternehmen glichen ihren in Spanien zurückgehenden Umsatz durch Expansion im Ausland aus. Sie reduzieren ihre Schulden und erschlossen sich neue internationale Finanzquellen. Dagegen ist die wirtschaftliche Situation für die große Anzahl der nur national agierenden Unternehmen katastrophal, da ihnen Umsatz und Finanzierung wegbrechen. Auch der Tourismussektor blieb davon nicht gänzlich unberührt: die Touristenzahlen sind in den Krisenjahren 2008/2009 von 59 Millionen (2007) auf 52 Millionen gefallen, einhergehend mit einem Einnahmeverlust von knapp drei Milliarden Euro pro Jahr.
Im dritten Quartal 2013 setzte in Spanien das Wirtschaftswachstum wieder ein und am 23. Januar 2014 verließ das Land den Rettungsschirm. Die vom spanischen Staat zu zahlenden Zinsen sanken stark, obwohl die Arbeitslosigkeit weiterhin bei etwa 25 % liegt.
Politisch steht Spanien 2015 vor einem Umbruch, da sich neue Parteien etablieren. Aus der Protestbewegung ist die linke Partei Podemos entstanden und die linksliberale, katalanische Ciudadanos entwickelt sich zu einer in ganz Spanien zur Wahl antretenden Partei.

#### Die internationale Finanzkrise in Spanien
Die internationale Finanzkrise (s. a.: Chronologischer Verlauf) führte im April 2007 zu einem Börsencrash der Immobilienunternehmen. Der spanische Aktienindex IBEX 35 erreichte seinen Höhepunkt im November 2007 und fiel seitdem um über 50 % auf seinen Tiefstand im Frühjahr 2009.
Die bei den Parlamentswahlen vom 9. März 2008 wiedergewählte Regierung Zapatero beschloss 2008 mehrere Konjunkturmaßnahmen. Der Plan Español para estímulo de la economia y el empleo (kurz: Plan E) förderte Baumaßnahmen, unterstützte Arbeitslose und gab Geld für Einzelmaßnahmen, wie beispielsweise eine Abwrackprämie für Autos und zusätzliche Umweltschutzmaßnahmen und Forschungsgelder. Zusätzlich bekamen lokale Behörden die Erlaubnis höhere Defizite zu machen. Nach Angaben der EU stellte die Gesamtheit der Projekte das größte Konjunkturprogramm innerhalb der EU dar. Mit diesen Maßnahmen gelang es nach dem Wirtschaftseinbruch von 2009 mit −3,7 % die spanische Wirtschaft 2010 mit −0,3 % und 2011 mit +0,4 % zu stabilisieren.
Zusammen mit den Kosten der steigenden Arbeitslosigkeit führten diese Konjunkturmaßnahmen dazu, dass die spanische Regierung neue Schulden aufnahm. 2008 wies der Staatshaushalt ein Defizit von −4,1 % auf. 2009 explodierte die Neuverschuldung dann auf −11,2 %. Im Juni 2009 kündigte die spanische Wirtschafts- und Finanzministerin Elena Salgado Kürzungen für die Staatsausgaben 2010 an. Ab Januar 2010 – die Zahlungsunfähigkeit Griechenlands drohte – folgte ein Sparpaket nach dem anderen, aber es gelang auch in den folgenden Jahren nicht die Staatsausgaben zu konsolidieren. Die Staatsverschuldung Spaniens war von 62,3 % 1999 auf 36,2 % 2007 reduziert worden, aber nach 2007 stieg sie extrem an: 2008 40,2 %, 2009 53,9 %, 2010 61,2 % und 2011 68,5 %.

#### Krise des spanischen Immobilienmarktes
So gut wie jedes wertloses Agrarland wurde in Bauland umgewandelt, wobei die Gemeinden dabei vier bis fünf % des Grundstückswertes als Gebühr bekamen. Bauträger ließen dann dort, von den Sparkassen finanziert, beispielsweise Ferienanlagen errichten, die sie anschließend verkauften. Dies führte dazu, dass 2004 etwa 2 Millionen Menschen im Bausektor beschäftigt waren. Die spanischen Käufer finanzierten die Immobilien mittels variabel verzinsten Krediten (Zinssatz gleich Euribor plus Aufschlag).
Hunderttausende von Immobilienbesitzern leiden unter Zwangsversteigerungen, da ihnen das Geld zur Bezahlung der Kredite fehlte. Der Wert der Immobilien ist von 2008 bis 2012 um etwa ein Drittel im Wert gefallen. Im Sommer 2012 zwang die Regierung die Banken zu Wertberichtigungen von 35 % bei fertigen Wohnimmobilien und von 80 % bei Grundstücken. Der Widerstand gegen Zwangsräumungen nimmt zu und auch Hausbesetzungen werden häufiger. Die Proteste in Spanien 2011/2012 finden zum Teil hier ihre Ursachen.
2011 sammelten verschiedene Organisationen Unterschriften für eine Volksbegehren zum Räumungsproblem. Gefordert wurden dabei unter anderem das Aussetzen der Räumung bis zur Findung einer Ersatzwohnung und – ähnlich wie in den USA – bei Rückgabe der Eigentumswohnung sind alle damit verbundenen Schulden mit abgegolten. Das Minimum von 500.000 Unterschriften wurde mit 1,4 Millionen Unterschriften deutlich übertroffen. Im November 2012 vereinbarte die Regierung mit der oppositionellen PSOE im parlamentarischen Eilverfahren Zwangsräumung für bestimmte Personengruppen für zwei Jahre aufzuschieben. Am 12. Februar entschied das Parlament den Gesetzesvorschlag der Volksinitiative in den parlamentarischen Prozess aufzunehmen. Zusätzlich sollte die Miete auf 30 Prozent des Familieneinkommens begrenzt werden. Mitte März 2013 stellte der europäische Gerichtshof fest, dass spanische Rechtsnormen, die eine Aussetzung der Räumung verhindern, gegen EU-Recht verstoßen.
Im Februar 2013 musste Reyal Urbis, eines der größten Immobilienunternehmen des Landes, Insolvenz anmelden.
Die Steuerschuld des spanischen Bau- und Immobiliensektors gegenüber dem spanischen Fiskus beträgt inzwischen über 6 Milliarden Euro (2016).

#### Krise der spanischen Sparkassen
Der spanische staatliche Bankenrettungsfonds Fondo de Reestructuración Ordenada Bancaria (FROB) gab bis Anfang 2011 wiederholt Geld, wenn kriselnde Sparkassen fusionierten. Da viele spanische Banken ab 2011 Probleme bekamen sich über den Kapitalmarkt zu refinanzieren, begann 2011 die Regierung die Sparkassen zu ermuntern, ihre Eigenmittel anzuheben. Zur Eindämmung der Krise tätigte die EZB im Dezember 2011 und im Februar 2012 Refinanzierungsgeschäfte in Höhe von mehreren hundert Milliarden mit einem Zinssatz von 1 % für drei Jahre zu Gunsten vieler europäischer Banken. Die EZB wurde während der Krise zur wichtigsten Geldquelle vieler spanischer Sparkassen, die Kredite der spanischen Banken betrugen beispielsweise im Juli 2012 netto 375,5 Mrd. Hinzu kam, dass die Kreditausfallquote beispielsweise im Juni 2012 bei fast 10 % lag und Einlagen von Unternehmen und Haushalten bei spanischen Banken reduziert wurden. So sanken die Einlagen von Juli 2011 bis zum Juli 2012 um 12 %. Andererseits besitzen die spanischen Banken, im Besonderen die Sparkassen, viele Aktien wichtiger spanischer Unternehmen.
Einige Banken wurden verstaatlicht: Bankia, Caja Castilla-La Mancha, CajaSur, Caja Mediterráneo (zeitweise) und Banco de Valencia.
Die Euro-Finanzminister beschlossen im Juni/Juli 2012, dass die Europäische Finanzstabilisierungsfazilität (EFSF) durch Ausgabe von Anleihen bis zu 100 Mrd. Euro am Kapitalmarkt aufnehmen wird und diese unter Auflagen Spanien in mehreren Tranchen zur Rekapitalisierung des spanischen Bankensektors geben wird. Für die Rückzahlung haftet der spanische Staat. Die Eurogruppe hatte im Juli die ersten 30 Mrd. Euro für den spanischen staatliche Bankenrettungsfonds FROB genehmigt. Wenn einmal eine europäische Bankenaufsicht unter Aufsicht der EZB eingerichtet sein wird, soll der Kredit auf den Europäischen Stabilitätsmechanismus (ESM) übertragen werden, wobei aber noch vieles unklar ist.
Ab Ende November oder Anfang Dezember 2012 werden spanische Banken Kredite an die staatliche Bad Bank SAREB (spanisch: Sociedad de Gestión de Activos procedentes de la Reestructuración Bancaria) abgeben können, wobei der FROB die Kontrolle haben wird. Der Staat wird Kredite im Umfang von 45 Milliarden Euro aus bisherigen Rettungsmaßnahmen an den Fonds übertragen. Die geplanten Abschläge sollen bsw. für Immobilien in der Zwangsvollstreckung im Durchschnitt bei 63,1 % und bei neuen Häusern im Durchschnitt bei 54,2 % liegen. Die spanische Regierung plant etwa die Hälfte des benötigten Kapitals über private Investoren finanzieren zu können.

#### Krise der Autonomen Gemeinschaften Spaniens

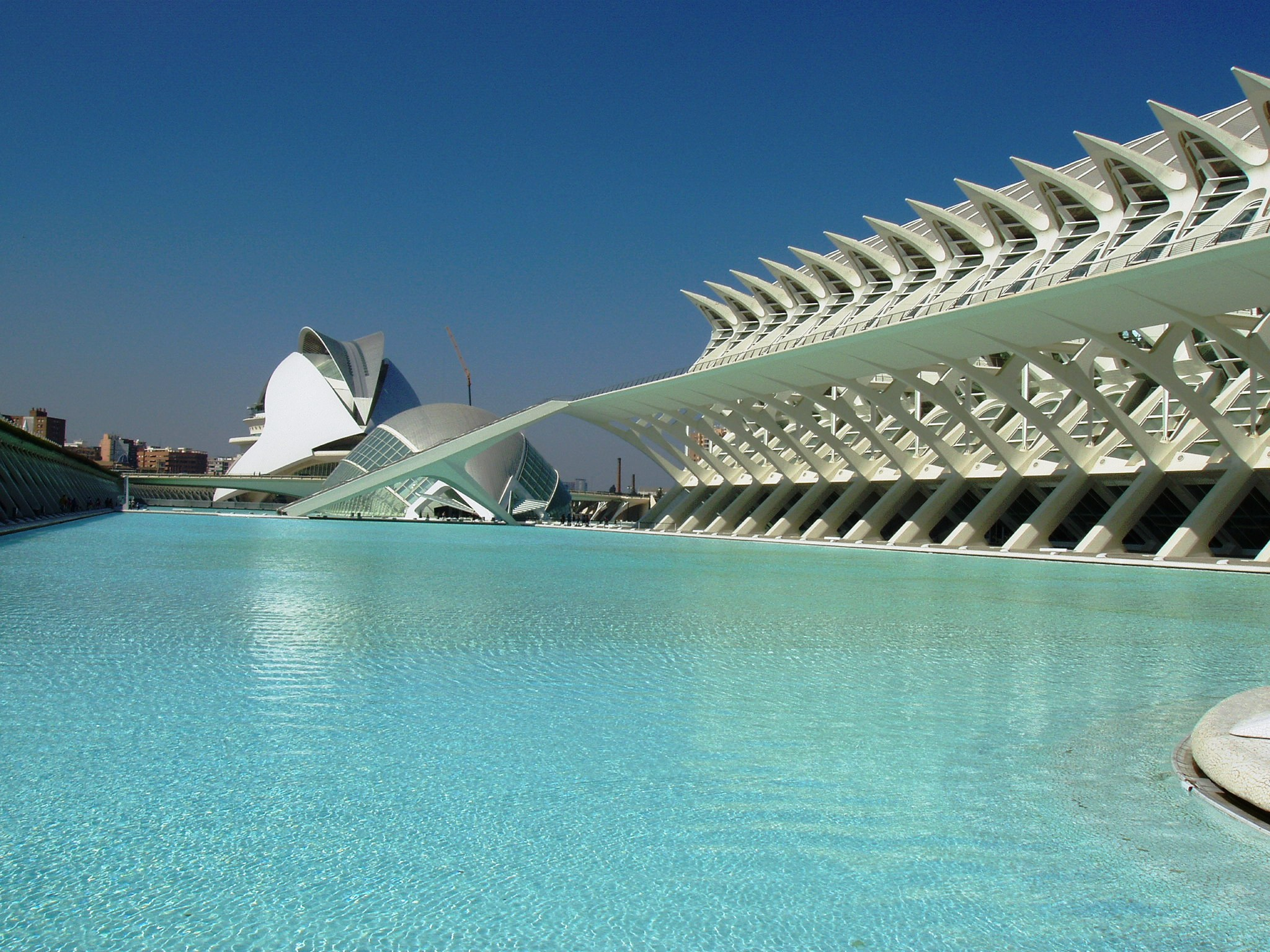
Das 1,3 Mrd. Euro teure Science Center (Oper, Kino und Museum) in Valencia

Ein wichtiges Problem der Autonomen Gemeinschaften Spaniens ist, dass die Regionen im 1980 geschaffenen Rat der Fiskal- und Finanzpolitik (spanisch: Consejo de Política Fiscal y Financiera) einen geringeren Einfluss als die Zentralregierung haben. Dieser Rat gestaltet die Finanzbeziehungen zwischen der Zentralregierung und den Regionen, die Zuweisungen des Interterritorialen Ausgleichsfonds (spanisch: Fondo de Compensación Interterritorial) an die Regionen (Finanzausgleich zwischen finanzstärkeren und finanzschwächeren Regionen) und koordiniert die Verschuldungspolitik und die öffentlichen Investitionen. Da das gesamtstaatliche Haushaltsdefizit Spaniens von 8,9 % (2011) auf 6,3 % (2012) reduziert werden soll, sieht die spanische Regierung harte Sparmaßnahmen für die Regionen vor, was deren Autonomie – nach Ansicht einiger Autonomen Gemeinschaften – schmälern würde (siehe auch: Regionale Parteien in Spanien). So ist für 2012 eine maximale Neuverschuldung von 1,5 % vorgegeben. Nicht nur die aktuelle Krise erschwert das Erreichen dieses Zieles, sondern speziell die Kosten für Gesundheit und Bildung, die die Autonomen Gemeinschaften zahlen, steigen seit Jahrzehnten kontinuierlich an, ohne ausreichend gegenfinanziert zu sein.
Von den 17 Autonomen Gemeinschaften bitten sieben Regionen (Stand 19. Oktober 2012) die spanische Zentralregierung um eine Finanzierung, da sie am Kapitalmarkt keinen Kredit mehr haben. Die an hunderttausende Kleinanleger verkauften Anleihen der Autonomen Gemeinschaften erlitten deshalb an den Kapitalmärkten hohe Kursverluste. Die Zentralregierung hat zur Lösung der Krise am 13. Juli 2012 einen 18 Mrd. Euro schweren Liquiditätsfonds für die autonomen Regionen geschaffen, der ähnlich funktioniert wie der europäische EFSF.
Am Dienstag, den 11. September 2012, dem Diada Nacional de Catalunya, gingen mehr als eine Million Katalanen in Barcelona für einen unabhängigen katalanischen Staat demonstrieren. Der Regierungschef Kataloniens, Artur Mas, beklagte, dass Katalonien sehr viel mehr Geld an den Zentralstaat überweist als es von dort zurück bekomme. Mas strebt daher für Katalonien eine Steuerautonomie an, vergleichbar der des Baskenlands und Navarra, dem sogenannten Foralsystem. Alle drei Regionen gehören zu den wirtschaftsstärksten Regionen Spaniens, wobei Katalonien von allen Regionen Spaniens am höchsten verschuldet ist.

#### Krise des spanischen Arbeitsmarktes
| Arbeitslosenquote Spanien |      |      |      |      |      |      |      |      |
| Jahr                      | 2007 | 2008 | 2009 | 2010 | 2011 | 2012 | 2013 | 2014 |
| Wert in %                 | 8,2  | 11,3 | 17,9 | 19,9 | 21,4 | 24,8 | 26,1 | 24,5 |

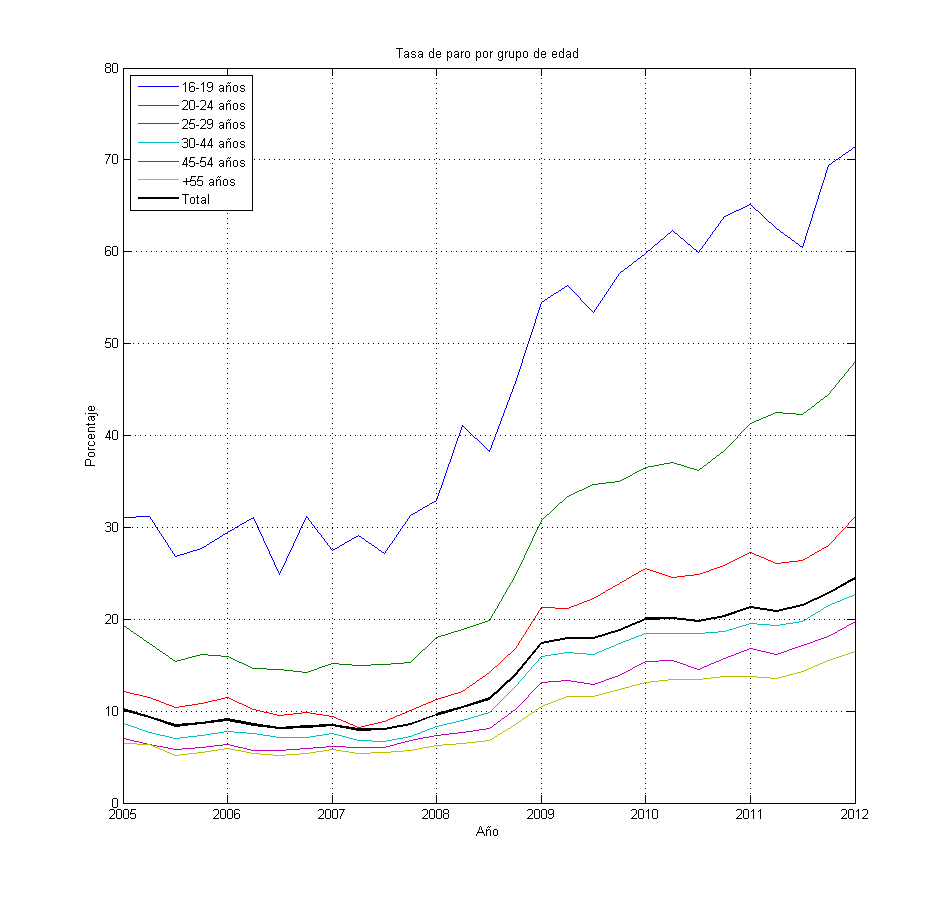
Arbeitslosigkeit nach Alter (2005–2012)

Die Arbeitslosigkeit in Spanien ist Anfang 2015 mit 23,7 % die zweithöchste innerhalb der Europäischen Union. Laut Angaben des Statistischen Landesamtes EPA (Encuesta de Población Activa) sind im ausgehenden Jahr 2014 rund 5,5 Mio. Personen als erwerbslos gemeldet. Als erwerbslos kann eine Person zwischen dem 16. und 65. Lebensjahr gelten. Der internationale Währungsfonds IWF beobachtet eine fortschreitende Ungleichheit zwischen den Generationen. Während die ältere Generation noch in den Genuss unbefristeter und hoch dotierter Arbeitsverträge gekommen ist, gelingt es der jüngeren Generation kaum noch, eine unbefristete und gut bezahlte Beschäftigung zu erlangen.
Die Zahlenwerte für die Jugendarbeitslosigkeit (Jugendliche unter 25 Jahren) erreichten in der Krise über 50 % (englisch: unemployment rate). Bei dieser Berechnung werden die Jugendlichen in einer Ausbildung aus der Statistik herausgenommen. Nimmt man dagegen alle Jugendlichen als Grundlage der Berechnung (englisch: unemployment ratio), dann beträgt die Jugendarbeitslosigkeit stattdessen 19 %. In Spanien ist die Erwerbslosigkeit von Menschen ohne Universitätsabschluss um 9 % höher als bei Menschen mit einem vergleichbaren Abschluss, lautet einer Studie von OECD zur Risikoverteilung von Erwerbslosigkeit. Im OECD-Durchschnitt liegt dieser Unterschied bei 2,5 %. Ein Hochschultitel hat in Spanien einen größeren Einfluss auf die Erwerbssituation und eine andere Bedeutung für den Arbeitsmarkt.
Im August 2009 führte das Kabinett Zapatero II für Arbeitslose ein Sozialgeld von 420 Euro ein, welches sie nach dem Auslaufen der Arbeitslosenhilfe für sechs Monate bekommen sollen. Das Kabinett Rajoy verlängerte diese Maßnahme im August 2012.
2008 legte die Regierung ein Programm zur Förderung der freiwilligen Heimkehr arbeitsloser lateinamerikanischer Immigranten auf. Mehrere zehntausend Lateinamerikaner, die in den Boomjahren nach Spanien einwanderten, verließen das Land. Die größte Gruppe der Lateinamerikaner bilden die etwa 480.000 Ecuadorianer. Die anderen großen Einwanderergruppen sind die etwa 810.000 Rumänen und die etwa 735.000 Marokkaner. Für das Jahr 2011 gab das Statistikamt INE bekannt, dass erstmals seit zehn Jahren mehr Menschen (50.090) ausgewandert als eingewandert sind, wobei 62.611 Spanier und 445.130 Ausländer das Land hauptsächlich nach Marokko, Ecuador, Bolivien, Brasilien und Frankreich verließen.

##### Spanischer Arbeitsmarkt im Transportwesen
Die Arbeitsmarktsituation spanischer Berufskraftfahrer ist durch eine hohe Erwerbslosigkeit gekennzeichnet. Berufseinsteigern und Personen von über 45 Jahren ist es kaum möglich, aus einer Erwerbslosigkeit eine Beschäftigung im spanischen Transportwesen zu erhalten. Auch Berufskraftfahrer, die sich in festen Beschäftigungsverhältnissen befinden, sind durch die Deregulierung des spanischen Arbeitsmarktes seit 2007 durch Erwerbslosigkeit gefährdet. Die Barrieren für die Kündigung eines langjährig Beschäftigten wurden weitestgehend aufgehoben.
Von der Erwerbslosigkeit stark betroffen sind Berufskraftfahrer, die für den Bausektor gearbeitet haben. Die Beschäftigung in der Baubranche ist nach der Immobilienkrise 2007 zu großen Teilen weggebrochen. Neben der Gruppe der Lkw-Fahrer werden weitere Gruppen an Berufskraftfahrern von der spanischen Arbeitsagentur erfasst. Auf dem spanischen Arbeitsmarkt im Transportwesen befinden sich folgende Untergruppen:
- fest angestellte Lkw-Fahrer
- Fahrer von Kleinkrafträdern und Motorrädern
- Eigentümer eines Lkw
- fest angestellte Taxifahrer und Fahrer von Pkws
- Busfahrer und Zugführer

Spanien zeichnet sich durch eine heterogene Verteilung der Erwerbslosigkeit im Transportwesen aus. In Andalusien befinden sich 18,07 % aller erwerbslosen Berufskraftfahrer, gefolgt von Valencia (14,23 %), Katalonien (12,83 %) und Madrid (12,06 %). In allen übrigen „Comunidades Autónomas“ liegt die Erwerbslosenquote bei unter 7 %. Die Konzentration der Erwerbslosigkeit im Transportwesen korreliert mit der Erwerbslosigkeit in anderen Beschäftigungssektoren. Am 31. Dezember 2011 waren bei der spanischen Arbeitsagentur Sepe 119.883 Personen mit der Qualifikation Berufskraftfahrer als erwerbslos gemeldet. Dies bedeutet eine Steigerung von 7,58 % zum Vormonat. Im selben Jahr wurden im Transportwesen 358.336 Beschäftigungsverhältnisse gemeldet, was einen leichten Rückgang von 0,46 % zum Vorjahr bedeutet.
| Profil der Erwerbslosen 2013  | %       |
| ----------------------------- | ------- |
| Männer                        | 96,53 % |
| Frauen                        | 3,47 %  |
| Unter 30 Jahre alt            | 10,89 % |
| Über 45 Jahre alt             | 45,90 % |
| Langzeitarbeitslose           | 32,12 % |
| Menschen mit Einschränkungen  | 1,82 %  |
| Nicht-Spanier                 | 12,11 % |
| Erster Arbeitsplatz           | 2,37 %  |
| Empfänger von Unterstützungen | 78,92 % |

##### Erwerbslosigkeit im Gesundheitswesen in Spanien
Im Zuge der Finanzmarktkrise und den Sparbemühungen der spanischen Regierung hat sich die Beschäftigungssituation auf dem spanischen Arbeitsmarkt verändert. Der Gesundheitssektor unterliegt durch die Austeritätspolitik der spanischen Regierung in besonderer Weise den Sparmaßnahmen:
Im Jahr 2013 sind durchschnittlich 14.499 Pflegekräfte als erwerbslos gemeldet. Die geringste registrierte Erwerbslosigkeit liegt im August bei 6903 Pflegekräften, die Spitze erreicht der Monat Februar mit 19.639 erwerbslosen Krankenpflegern. Für José Luis Cobos, Berater des Berufsverbandes der spanischen Krankenpflege, stehen die Schwankungen in Zusammenhang mit den Urlaubsvertretungen während der Sommermonate und den Weihnachtsferien. In diesen Monaten erhalten die Pflegekräfte kurzfristige Arbeitsverträge; danach gehen sie wieder in die Erwerbslosigkeit. Es sei ein Novum, dass im Jahr 2013 der Monat Februar vor den Monaten Oktober und November rangiere.
Für Cobos erklärt sich dieser Umstand dadurch, dass viele Pflegefachkräfte nach den Sommermonaten nicht mehr durch die spanische Arbeitsagentur erfasst werden: „Wir sind überzeugt, dass sich diese Fachkräfte einfach nicht mehr als erwerbslos melden und zusätzlich eine starke Auswanderung ins europäische Ausland stattfindet“. Allerdings, so fügt er hinzu, „gibt es noch keine genauen Daten über die ausgewanderten Pflegekräfte.“ Die Zahlen von Pflegekräften, die beispielsweise nach Deutschland ausgewandert sind, schwanken im Jahr 2013 zwischen 450 und 3500. Offizielle Zahlen gebe es derzeit nicht.
Seit dem Jahr 2013 wandern spanische Pflegekräfte verstärkt ins Ausland ab. Ein Trend, der sich fortsetzen dürfte, wenn die Sparmaßnahmen des spanischen Staates anhalten. SATSE, die spanische Gewerkschaft der Krankenpfleger, befürchtet, dass in weniger als fünf Jahren jeder dritte spanische Krankenpfleger erwerbslos sei. Spanien, so die Analyse, sei schon jetzt das Schlusslicht innerhalb der Europäischen Union, was die Dichte von Krankenpflegern pro 1000 Einwohner anbelangt. Im Jahr 2013 habe die Erwerbslosigkeit mit fast 20.000 Krankenpflegern ohne Beschäftigung ihren vorläufigen Höhepunkt erreicht; damit sei sie in den letzten Jahren um 400 % gestiegen. Für die nächsten fünf Jahre prognostiziert die Gewerkschaft eine weitere Steigerung von nahezu 30 %, was im Jahr 2018 bis zu 75.000 Pflegekräfte betreffen dürfte. Jährlich verlassen mehr als 11.000 Absolventen der Pflegewissenschaften die Universitäten.